# Finau Mara
Ratu Alifereti Finau Mara, né le 9 juin 1957 et mort le 15 avril 2020, est un homme politique fidjien.

## Biographie

### Famille et débuts
Il est le fils aîné de Ratu Sir Kamisese Mara, le premier Premier ministre des Fidji après l'indépendance du pays en 1970 et longtemps la figure dominante de la vie politique du pays, et de Ro Lady Lala Mara, qui est la Roko Tui Dreketi (en), l'un des titres coutumiers les plus prestigieux de l'aristocratie fidjienne. Il étudie le droit à l'université de l'Otago en Nouvelle-Zélande, où il obtient un diplôme de licence en 1983, puis obtient un Master en droit à l'université de Cambridge au Royaume-Uni en 1986. Il travaille brièvement au service juridique du bureau du procureur général des Fidji, puis dans l'administration du ministère des Affaires étrangères. 

### Politique et le coup d'État de 1987
Les élections législatives fidjiennes de 1987 voient la défaite du gouvernement de son père face à une coalition de partis progressistes menée par Timoci Bavadra, qui devient Premier ministre. Avec notamment Ratu Inoke Kubuabola, Jone Veisamasama (secrétaire général du parti de l'Alliance battu) et Taniela Veitata, Ratu Finau co-fonde alors le Mouvement taukei, mouvement d'extrême droite ethno-nationaliste autochtone qui organise immédiatement une campagne de déstabilisation du nouveau gouvernement. Les membres du mouvement organisent des manifestations, érigent des barrages routiers et initient une pétition demandant que le pouvoir politique soit réservé aux autochtones, déclarant qu'il y a trop d'Indo-Fidjiens dans le nouveau gouvernement. Face au refus du gouvernement démocratiquement élu de démissionner, le Mouvement taukei déclenche des incendies criminels. C'est Inoke Kubuabola qui, finalement, persuade le colonel Sitiveni Rabuka de préparer une soixantaine de soldats pour mener un coup d'État.
Le matin du 14 mai 1987, c'est Finau Mara qui, présent dans l'assistance publique de la Chambre des représentants, ouvre la porte des locaux pour y faire entrer les putschistes menés par le colonel Rabuka, qui prennent le pouvoir par la force des armes,. Rabuka dira par la suite que, le 13 mai, Finau Mara a informé Kamisese Mara de l'imminence du coup d'État ; la famille Mara le nie.
Sitiveni Rabuka forme une dictature militaire de transition puis donne le pouvoir illégalement à Kamisese Mara, qui forme son propre gouvernement de dictature. C'est ce gouvernement Mara qui, en 1991, nomme Finau Mara charge d'affaires à l'ambassade des Fidji à Washington D.C., jusqu'à l'entrée en fonction de l'ambassadeur Pita Nacuva en janvier 1992.
Le régime instaure une nouvelle Constitution qui réserve l'essentiel du pouvoir politique aux autochtones. Ratu Finau est candidat pour le parti Soqosoqo ni Vakavulewa ni Taukei (SVT), le parti des putschistes, aux élections législatives fidjiennes de 1992 et est élu député de la circonscription ethnique de la province de Lau, province dont son père est le grand chef coutumier. Le gouvernement tombe en 1994 en raison d'une scission au sein du SVT, et c'est comme candidat du nouveau Parti de l'Association fidjienne (en) (parti centriste autochtone) que Finau Mara est réélu député aux élections de 1994. En 1997 il est nommé ministre des Affaires autochtones dans le gouvernement de coalition que mène Sitiveni Rabuka, Kamisese Mara étant quant à lui devenu président de la république. Battu dans sa circonscription aux élections de 1999, il doit quitter son ministère. En 2001, le gouvernement de Laisenia Qarase le nomme « ambassadeur itinérant » auprès des pays où les Fidji ne possèdent pas d'ambassade. C'est à ce titre qu'il assiste en 2006 aux funérailles du roi Taufaʻahau Tupou IV des Tonga.

### Fin de carrière
Après la mort de son père en 2004, les chefs des îles Lau tentent à plusieurs reprises de lui conférer les titres coutumiers de Tui Nayau et de Tui Lau (en), mais Ratu Finau les décline.
En 2008, le régime militaire issu du coup d'État militaire de 2006 auquel a participé son frère Tevita Mara le nomme ambassadeur des Fidji aux États-Unis. Il retarde son entrée en fonction pour des raisons personnelles qui nécessitent sa présence aux Fidji, puis décline finalement le poste pour ces mêmes raisons. Il se consacre à pratiquer le droit dans un cabinet d'avocat aux Fidji.
Il meurt à son domicile (ou, selon une autre source, dans un hôpital privé) à Suva le matin 15 avril 2020, à l'issue d'une longue maladie, à l'âge de 62 ans,,. Il est inhumé au village de Lomanikoro, le chef-lieu de la confédération tribale Burebasaga, auprès de sa mère et de son frère cadet Joji, au cours d'une cérémonie restreinte en raison de la pandémie de Covid-19 aux Fidji.